# Rahon (Índia)
Rahon é uma cidade  no distrito de Nawanshahr, no estado indiano de Punjab.

## Geografia
Rahon está localizada a 31° 03′ N, 76° 07′ L. Tem uma altitude média de 250 metros (820 pés).

## Demografia
Segundo o censo de 2001, Rahon tinha uma população de 12,046 habitantes. Os indivíduos do sexo masculino constituem 52% da população e os do sexo feminino 48%. Rahon tem uma taxa de literacia de 72%, superior à média nacional de 59.5%: a literacia no sexo masculino é de 76% e no sexo feminino é de 68%. Em Rahon, 11% da população está abaixo dos 6 anos de idade.